# Gran Premio Città di Camaiore 1990
Il Gran Premio Città di Camaiore 1990, quarantunesima edizione della corsa, si svolse il 24 giugno 1990 su un percorso di 253,5 km; la corsa fu valida anche come campionato nazionale italiano in linea (ottantesima edizione). La vittoria fu appannaggio di Giorgio Furlan, che completò il percorso in 6h14'17", precedendo Roberto Pelliconi e Flavio Giupponi.

## Ordine d'arrivo (Top 10)
| Pos. | Corridore         | Squadra                               | Tempo    |
| ---- | ----------------- | ------------------------------------- | -------- |
| 1    | Giorgio Furlan    | Diana-Colnago-Animex                  | 6h14'17" |
| 2    | Roberto Pelliconi | Amore & Vita-Fanini                   | a 0'03"  |
| 3    | Flavio Giupponi   | Carrera-Vagabond                      | s.t.     |
| 4    | Marcello Siboni   | Ceramiche Ariostea                    | s.t.     |
| 5    | Rodolfo Massi     | Ceramiche Ariostea                    | s.t.     |
| 6    | Alessio Di Basco  | Gis Gelati-Benotto-Juvenes San Marino | a 0'50"  |
| 7    | Stefano Colagè    | Jolly Componibili-Club 88             | s.t.     |
| 8    | Paolo Cimini      | Gis Gelati-Benotto-Juvenes San Marino | s.t.     |
| 9    | Davide Cassani    | Ceramiche Ariostea                    | s.t.     |
| 10   | Luca Gelfi        | Del Tongo-Rex                         | s.t.     |